# Якобсон, Лев Ильич
Лев Ильи́ч Якобсо́н (22 сентября 1949, Москва) — советский и российский экономист, доктор экономических наук, профессор, вице-президент Национального исследовательского университета «Высшая школа экономики», научный руководитель Центра исследований гражданского общества и некоммерческого сектора НИУ ВШЭ, главный редактор журнала «Вопросы государственного и муниципального управления».

## Биография
С 1966 года — студент, в 1972—1975 годах — аспирант экономического факультета МГУ им. М. В. Ломоносова. Защитил кандидатскую диссертацию «Вопросы определения эффективности развития непроизводственных отраслей».
В 1975—1990 годах — младший научный сотрудник, старший преподаватель, доцент в 1990—1997 годах— профессор экономического факультета МГУ. Советник министра культуры СССР (1990—1991, по совместительству).
С 1994 года — профессор факультета экономических наук, с 1997 года — проректор, первый проректор, вице-президент Высшей школы экономики. С 2009 года — научный руководитель Центра исследований гражданского общества и некоммерческого сектора НИУ ВШЭ.

## Академическая, экспертная и общественная деятельность
Лев Якобсон — специалист в области экономической и социальной политики, государственного управления, проблем общественного и некоммерческого секторов экономики. По его инициативе и под его руководством создан Центр исследований некоммерческого сектора и гражданского общества НИУ ВШЭ, осуществляющий многоаспектный мониторинг гражданского общества современной России, а также академический журнал «Вопросы государственного и муниципального управления».
Является членом:
- попечительского совета Института права и публичной политики,
- правления Межрегиональной общественной благотворительной организации «Российский Комитет „Детские деревни SOS“»

## Награды
- Благодарность Президента Российской Федерации (2004, 2013, 2018)
- Благодарность Правительства Российской Федерации (2017)
- Золотой почетный знак Высшей школы экономики и премия (2014)
- Благодарность Высшей школы экономики (1999, 2009, 2011, 2012)
- Почетная грамота Министерства экономического развития и торговли Российской Федерации (2002, 2007)
- Лауреат премии «Золотая Вышка» 2001, 2002 в номинации Вклад в развитие России
- Заслуженный работник высшей школы РФ
- Орден Почёта (2009)
- Орден «За заслуги перед Отечеством» IV степени (2012)
- Орден Академических пальм Французской Республики
- Орден Александра Невского (8 июня 2020 года) — за заслуги в научно-педагогической деятельности, подготовке высококвалифицированных специалистов и многолетнюю добросовестную работу[1].

## Основные работы
- Эффективность и качество работы в непроизводственной сфере. М.: Экономика, 1984.
- Экономические методы управления в социально-культурной сфере. М.: Экономика, 1990.
- Экономика общественного сектора. Основы теории государственных финансов. М.: Наука, 1995.
- Государственный сектор экономики. М.: Изд-во ГУ-ВШЭ, 2000.
- Коммерческая и некоммерческая деятельность в социальной сфере. М.: Наука, 2000 (в соавторстве).
- Факторы развития гражданского общества и механизмы его взаимодействия с государством. М.: Изд-во ГУ-ВШЭ, 2008 (в соавторстве).
- Потенциал и пути развития филантропии в России. М.: Изд. дом ГУ-ВШЭ, 2010 (в соавторстве).
- Экономика общественного сектора. М.: Юрайт, 2014 (в соавторстве).
- Administrative reform in Russia’s economic development. In: Liou, Kuotsai Tom (ed.) Administrative Reform and National Economic Development. Aldershot: Ashgate Publishing, 2000.
- The Emergence of the Nonprofit Sector in the Sphere of Culture in Russia // The Journal of Arts, Menagement, Law and Society, vol. 30, 2000.
- Public Management in Russia: Changes and Inertia // International Public Management Journal, vol. 4, 2001.
- Реформа государственной службы: интересы и приоритеты // Общественные науки и современность, 2002, № 3.
- Модернизация образования: от логики выживания к реинтеграции в общество // Общественные науки и современность, 2003, № 4.
- Социальная политика: коридоры возможностей // Общественные науки и современность, 2006, № 2.
- Бюджетная реформа: федерализм или управление по результатам? // Вопросы экономики, 2006, № 8.
- Социальная политика: попечительство или солидарность? // Общественные науки и современность, 2008, № 1.
- Смена моделей российского третьего сектора: фаза импортозамещения // Общественные науки и современность, 2009, № 4 (в соавторстве).
- The Changing Models of the Russian Third Sector: Import Substitution Phase // Journal of Civil Society, Vol. 6, 2010 (в соавторстве).
- Экономический образ мысли и законодательство о некоммерческих организациях // Вопросы экономики, 2012, № 8.
- Школа демократии: формирование «гражданских добродетелй» // Общественные науки и современность, 2014, № 1.